# Махаман, Рашида
Рашида Махаман (англ. Rachida Mahamane; род. 25 сентября 1976) — нигерская легкоатлетка, выступавшая в беге на средние и длинные дистанции. Участница летних Олимпийских игр 1996 года. Первая женщина, представлявшая Нигер на Олимпийских играх.

## Биография
Рашида Махаман родилась 25 сентября 1976 года (по другим данным, 25 августа 1981 года).
В 1994 году участвовала в юниорском чемпионате мира в Лиссабоне. В беге на 1500 метров заняла в полуфинале последнее, 16-е место, показав результат 5 минут 18,90 секунды.
В 1996 году вошла в состав сборной Нигера на летних Олимпийских играх в Атланте. В беге на 5000 метров заняла в полуфинале последнее, 16-е место, показав результат 19.17,87 и уступив 3 минуты 55,56 секунды попавшей в финал с 6-го места Энн Хэйр из Новой Зеландии.
Махаман стала первой женщиной, представлявшей Нигер на Олимпийских играх.

## Личный рекорд
- Бег на 1500 метров — 5.18,90 (23 июля 1994, Лиссабон)[1]
- Бег на 5000 метров — 18.15,7 (1995)[2]